# Hiroko Nagata
Pour les articles homonymes, voir Nagata (homonymie).
Hiroko Nagata (永田 洋子, Nagata Hiroko) (8 février 1945 - 5 février 2011

est une militant japonaise d'extrême gauche qui, en février 1972, tue ou aide à tuer treize personnes dans les montagnes de la préfecture de Gunma.
L'Armée rouge japonaise est fondée en 1971. Vice-présidente de l'Armée rouge unifiée, Nagata dirige l'exécution de 12 membres de ce groupe et d'un passant, battus à mort ou morts de froid attachés à des arbres. 
Arrêtée quelques jours plus tard, elle est jugée et condamnée à mort, puis transférée au centre de détention de Tokyo.  Elle y meurt d'un cancer du cerveau le 5 février 2011.

## Biographie
Nagata est née à Tokyo et, après avoir fréquenté le lycée Chofu Gakuen, elle entre au collège de pharmacie Kyoritsu (fermé en 2008 et absorbé dans l'université Keiō) pour devenir pharmacienne. Durant ses études, elle fréquente les milieux gauchistes et devient vice-présidente de l'armée rouge unifiée. Nagata s'engageait dans ce qu'elle appelle une « rage hystérique » quand elle était excitée, surtout sur des sujets politiques. Elle est décrite comme physiquement non-attirante et est (selon les standard de médecine de l'époque) infertile à cause de la maladie de Basedow. Elle est particulièrement dure avec les membres féminins de son groupe.

## La tuerie des purges
Le mouvement étudiant gauchiste au Japon dans les années 1960 s'étend dans les universités du pays et, à la fin de la décennie, se balkanise, devient concurrentiel et violent. Après une série d'incidents lors desquels des groupes d'étudiants gauchistes attaquent et blessent ou tuent des policiers ou des civils, la police japonaise commence à faire la chasse à ces groupes, et arrête des dizaines de personnes en 1971 et 1972. Cherchant à s'échapper de la police, les membres les plus radicaux de l'armée rouge unifiée, dont Nagata, se réfugient dans les montagnes de la préfecture de Gunma durant l'hiver 1972.
Durant la seconde semaine de février 1972, le président du groupe Tsuneo Mori et Nagata commence une violente purge chez les membres du groupe. Ils dirigent des passages à tabac à mort sur huit membres et un non-membre qui se trouve présent. Six autres membres sont attachés à des arbres et abandonnés au froid. Nagata cible principalement les membres qui, selon elle, « montrent trop d'intérêt pour les relations sexuelles avec les femmes et ne se dévouent pas assez à la révolution ». Quelques-uns sont tués pour « avoir tenté de s'échapper » ; un membre est tué pour avoir demandé du papier pour rembourrer son sac de couchage, une demande que Nagata aurait apparemment interprété comme ayant une signification sexuelle.
Le 16 février, la police arrête Mori, Nagata, et six autres membres du groupe sur le camp ou dans le village alentour. Cinq autres, armés de carabines et de fusils, réussissent à s'enfuir à pied à travers les montagnes jusqu'à Karuizawa près de la préfecture de Nagano, trouvant refuge dans une auberge de montagne où débute l'affaire du chalet Asama.

## Procès, condamnation, maladie, et mort
Hiroko Nagata est condamnée à mort par le tribunal du district de Tokyo le 18 juin 1982. Le 26 septembre 1986, la Haute Cour de Tokyo (en) confirme sa condamnation. Le 19 février 1993, la Cour suprême du Japon la confirme également. Nagata demande un procès en appel mais la cour rejette cela le 28 novembre 2006.
Nagata écrit plusieurs livres durant son incarcération et s'attire l'attention d'un groupe de partisans qui rapporte que sa santé décline et qu'elle souffre d'une tumeur au cerveau depuis plusieurs années sans être traitée. Elle subit une intervention chirurgicale en 1984. Elle s'effondre d'atrophie du cerveau en 2006 et est transférée à l’hôpital pénitencier de Hachioji. Elle retourne au centre de détention de Tokyo en 2007, mais est alitée.
Le 11 octobre 2008, il est révélé que Nagata est tombée dans un état critique à cause de sa tumeur, et sa famille est appelée pour lui rendre visite au centre. Elle meurt le 5 février 2011.